# 摆竹山原始森林景区
摆竹山原始森林景区位于广西壮族自治区柳州市融安县，拥有的珍稀植物包括：五针松、花竹、四方竹、黑竹等。珍稀动物包括：野牛、华南虎、穿山甲、娃娃鱼等。